# Sensazioni d'amore
 Sensazioni d'amore  è un film italiano del 1991 diretto da Ninì Grassia, accreditato come Anthony Grey.

## Trama
Elena Aloisi, dopo la morte del marito, vorrebbe fortemente che il figlio Renato si sposasse con Giulia Franchi per darle un erede anche se, purtroppo, soffre di problemi di cuore. Infatti, non può intrattenere rapporti sessuali con la fidanzata per evitare forti sollecitazioni che lo potrebbero portare alla morte. Nonostante questo, Renato intreccia una relazione clandestina con la cameriera Claretta, mentre Giulia, ignara di tutto, lo tradisce a sua volta con il dottor Gianmarco Serra, il medico che controlla le condizioni di salute del fidanzato.
Visto il miglioramento delle condizioni di salute di Renato annunciate da Gianmarco, iniziano i preparativi per l'imminente matrimonio fra Renato e Giulia anche se, durante il pranzo per festeggiare le future nozze, Francesca Lizzi detta Franca, la governante della villa, sorprende a letto insieme Renato e Claretta, mantenendo però il segreto. Accortosi della presenza della governante, Renato sedurrà anche lei, per assicurarsi il suo silenzio sulla vicenda.
Nonostante la morte improvvisa di Elena, Renato, per accontentare i voleri della madre, decide comunque di sposarsi nella data prefissata. Una sera Ernesto, fratello di Giulia, dopo aver già sedotto la domestica Elvira, prova a fare lo stesso con Claretta che però rifiuta di concedersi a lui. Scoprendo il tentativo di violenza di Ernesto, Renato interviene in difesa della donna uccidendolo con un corpo contundente, e poi fugge via. Quindi, si reca a casa di Giulia e, dopo averla costretta ad un rapporto sessuale con lui, la uccide con delle forbici. Raggiunta Claretta, i due si rifugiano in una cascina dove si erano già recati in precedenza venendo raggiunti da un frate che li sposa ma, durante un rapporto sessuale, Renato muore per un attacco di cuore. Claretta scoprirà che il suo novello sposo aveva modificato il suo testamento in precedenza, rendendola erede del patrimonio della famiglia Aloisi, e apprenderà da Gianmarco di essere incinta, portando in grembo l'erede tanto voluto da Elena.

## Produzione

### Cast
È vietato ai minori di 18 anni ed ha nel cast Gianni Macchia, Marisa Mell (alla sua penultima apparizione cinematografica), Federica Farnese e David D'Ingeo. Il regista Ninì Grassia si concede un cameo nei panni del notaio Alberti, non venendo accreditato nei titoli di testa e inoltre è il secondo dei sette film (tra regia e produzione) in cui Grassia è accreditato come Anthony Grey.

### Riprese
Il film è stato girato tra Novara e Cuneo, in Piemonte.